# Daruvarski građanski nogometni športski klub
Daruvarski građanski nogometni športski klub je bivši nogometni klub iz Daruvara.

## Povijest
U svibnju 1921. godine klub je uputio molbu za učlanjenje u Zagrebački nogometni podsavez. Zbog neodobravanja pravila od strane vlasti klub nikada nije postao službeni punopravni član Podsaveza.
Na sjednici JNS-a 4. siječnja 1923. godine klub je izbrisan iz službene evidencije. Nasljednikom kluba smatra se DŠK Jadran.

### Članci
- Ambroš, Davor. 2022. Prvi daruvarski nogometni klubovi. Zbornik Janković. Ogranak Matice hrvatske u Daruvaru. Daruvar. 6 (7): 49–76